# Remigian Gorczyński
Remigian Gorczyński herbu Pomian (zm. przed 1659 rokiem) – wojski latyczowski w latach 1638–1650, namiestnik starosty nowogrodzkosiewierskiego w 1638 roku.
Deputat na Trybunał Główny Koronny w latach 1641/1642 z województwa czernihowskiego.